# Diocese de Bettiah
A Diocese de Bettiah (Latim:Dioecesis Bettiahensis) é uma diocese localizada no município de Bettiah, no estado de Biar, pertencente a Arquidiocese de Patna na Índia. Foi fundada em 1892 pelo Papa Leão XIII como Prefeitura Apostólica de Bettiah, sendo suprimida em 1919 para o estabelecimento da Diocese de Patna. Foi reestabelecida em 27 de junho de 1998 como Diocese de Bettiah pelo Papa João Paulo II. Com uma população católica de 6.096 habitantes, sendo 0,0% da população total, possui 17 paróquias com dados de 2020.

## História
Em 1892 o Papa Leão XIII cria a Prefeitura Apostólica de Bettiah através do território da Diocese de Allahabad. Em 1893 ganha território da Arquidiocese de Agra. Em 1919 a prefeitura apostólica tem seu território suprimido para a criação da então Diocese de Patna, futura arquidiocese. Em 27 de junho de 1998 o Papa João Paulo II cria a Diocese de Bettiah através do território da Diocese de Muzaffarpur.

## Lista de bispos
A seguir uma lista de bispos desde a criação da prefeitura apostólica em 1892 sendo extinta em 1919. Em 1998 é recriada como diocese.
|                                | Nome                                | Período           | Notas                       |
| Bispos de Bettiah              | Bispos de Bettiah                   | Bispos de Bettiah | Bispos de Bettiah           |
| ------------------------------ | ----------------------------------- | ----------------- | --------------------------- |
| 2º                             | Peter Sebastian Goveas              | 2017 - atual      |                             |
| 1º                             | Victor Henry Thakur                 | 1998 - 2013       | Nomeado arcebispo de Raipur |
| Prefeito apostólico de Bettiah |                                     |                   |                             |
| 1º                             | Eugenio Remigio Schwarz, O.F.M.Cap. | 1892 - 1918       | Faleceu no cargo            |